# Clément Keerstock
Clément Keerstock (12 oktober 1902 – 29 mei 1985) was een Belgische voetballer en trainer. Hij is een van de vijf internationals die bij Racing Gent speelden, samen met Guillaume Meulders, René Schietse, Laurent Grimmonprez en Robert Heyse.

## Spelerscarrière
Clément Keerstock begon als voetballer bij FC Ganda. In juni 1923, op 20-jarige leeftijd, maakte hij de overstap naar Racing Gent. Daar debuteerde hij in het eerste elftal op 1 november 1923 bij de uitwedstrijd bij Antwerp. Hij zou twaalf jaar in het A-elftal van Racing Gent spelen, zijn laatste wedstrijd betwistte hij op 10 maart 1935 tegen Daring in Gentbrugge.
In 1927 werd hij drie maal geselecteerd voor de Rode Duivels, hij speelde twee maal tegen Zweden en één keer tegen Nederland.
In de nadagen van zijn voetbalcarrière speelde Keerstock nog bij de veteranen van Racing Gent, in het corporatief voetbal bij SV Stadspersoneel Gent en later bij Hand in Hand Moortsele, een club die niet bij de KBVB was aangesloten.
Al tijdens zijn voetbalcarrière baatte Keerstock een café uit, in 1934 was dat "Café Stadion" in de Sint-Lievensstraat in Gent. 
In de jaren zestig had hij een ander café aan de IJzerweglaan in Ledeberg onder de naam "Café Keerstock". In 1967 verhuisde hij naar de Kleine Kerkstraat waar hij samen met zijn vrouw Alice tot 1977 nog een derde café uitbaatte.

## Trainerscarrière
- In 1938 werd Keerstock trainer van HIH Moortsele waar hij ook als speler actief was geweest.
- In 1949 werd hij bij FC Ganda als coach aangesteld.